# Thyrsia piranga
Thyrsia piranga là một loài bọ cánh cứng trong họ Cerambycidae.